# 메서슈미트 Me 163
메서슈미트 Me 163 코메트은 독일 항공기 제조업체 메서슈미트가 주로 설계 및 생산하는 로켓 추진 요격기이다. 역사상 유일하게 운용되는 로켓 추진 전투기이자 모든 유형의 조종사 중 최초로 평균 비행이 시속 1,000킬로미터(620마일)를 초과한 기종이다.
Me 163기종에 대한 개발은 1937년과 독일 항공 엔지니어 알렉산더 리피쉬와 도이치 포르충산스탈 푸르 세겔플루그(D.F.S)의 연구로 거슬러 올라갈 수 있다. 처음에는 로켓 엔진과 같은 다양한 새로운 혁신을 통합하면서 전통적인 글라이더 설계를 적용한 실험 프로그램이었지만, 1939년 1월 리피쉬와 그의 팀이 메서슈미트로 이전될 때까지 조직적인 문제에 부딪혔다. 프로펠러로 구동되는 중개 항공기에 대한 계획은 로켓 추진으로 직접 진행하기 위해 빠르게 중단되었다. 1941년 9월 1일, 프로토타입은 처녀 비행을 수행하여 전례 없는 성능과 설계의 품질을 빠르게 입증했다. 적절한 인상을 받은 독일 관리들은 독일 전역에 Me 163 포인트 방어 요격기를 광범위하게 도입하기 위한 계획을 신속하게 수립했다. 1941년 12월, 대규모 생산에 최적화된 업그레이드된 Me 163B에 대한 작업이 시작되었다.
1944년 7월 초, 독일의 테스트 파일럿 하이니 디트마르는 시속 1,130km(700마일)에 도달했는데, 이는 1953년까지 터보젯으로 구동되는 항공기로는 타의 추종을 불허하는 비공식 비행 속도 기록이었다. 같은 해, Me 163은 일반적으로 적의 폭격 공격을 방어하는 데 사용되는 작전 임무를 수행하기 시작했다. 독일은 일본 제국과의 동맹의 일환으로 설계도면과 단일 Me 163을 일본에 제공했고, 이를 통해 미쓰비시 J8M을 개발했다. 분쟁이 끝날 무렵 약 370대의 코메트가 완성되었으며, 대부분은 작전용으로 사용되었다. 항공기의 단점 중 일부는 해결되지 않았고 전투에서 예상보다 덜 효과적이었다. 최대 7.5분간 동력 비행이 가능한 비행 거리는 예상치에 미치지 못했고 잠재력도 크게 제한되었다. 항공기를 개선하기 위한 노력이 이루어졌지만(특히 메서슈미트 Me 263의 개발), 1945년 연합군의 독일 본토 진격으로 인해 실제 전투는 이루어지지 않았다.
Me 163은 실전배치된 후 10대의 손실에 대해 9~18대의 연합군 항공기를 격추한 공로를 인정받았다. 실제 전투 손실 외에도 수많은 Me 163 조종사가 시험 및 훈련 비행 중 사망했다. 이 높은 손실률은 적어도 부분적으로는 변동성이 클 뿐만 아니라 부식성이 강하고 사람에게는 위험한 로켓 추진제를 사용했기 때문이다. 한 가지 주목할 만한 치명적인 사건은 1943년 독일 전투기 에이스이자 루프트바페의 오버루탄트였던 요제프 퓌스가 이륙 실패로 연료 라인이 파열되면서 T-스토프에 노출되어 사망했다는 것이다. 나치 독일 외에는 Me 163을 작전적으로 사용한 국가는 없었으며, 유일한 다른 작전용 로켓 추진 항공기는 유인 비행 폭탄이었던 일본 MXY-7 오카뿐이었다.

## 제원
- 전장: 5.70m
- 전폭: 9.33m
- 전고: 2.75m
- 익면적: 18.50㎡
- 엔진: 발터 HWK 109-509 A-2 액체연료[2] 로켓, 추력 3,800파운드
- 중량: 1,905kg (전비중량 3,950kg)
- 최대속도: 1,060km/h
- 무장: 양측 주익 뿌리에 MK 108 30mm 기관포 1문씩(1문당 탄약 30발), R4M 로켓탄 4발
- 항속거리: 40km

## 실전사례

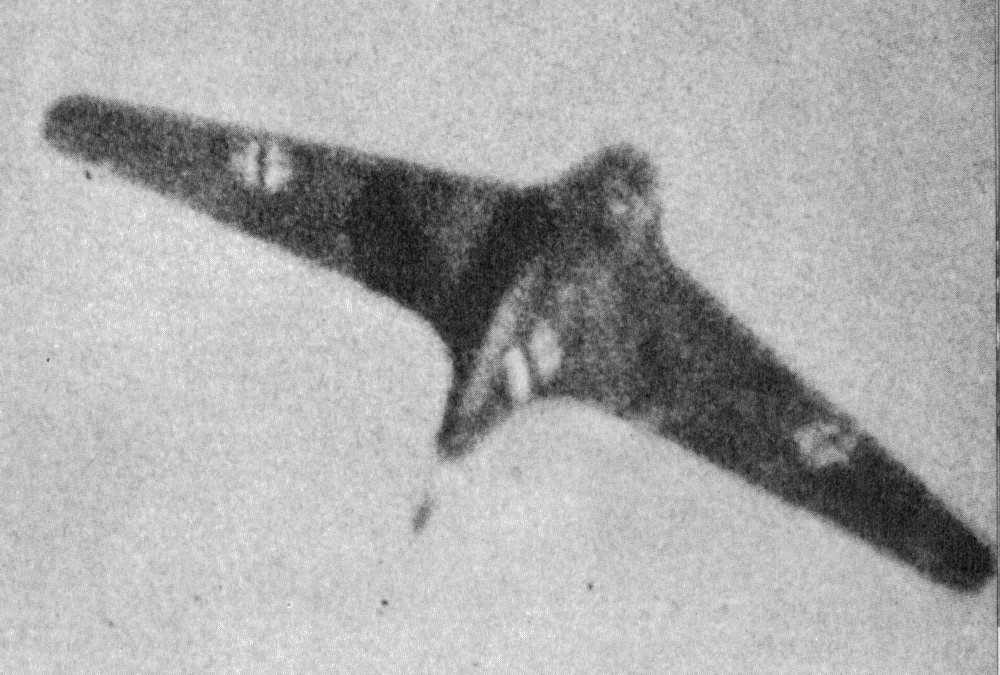
P-47에 장착된 건카메라에 격추 순간이 포착된 Me 163B.

예비 조종사들에게 세계 최초의 로켓 추진 전투기를 알리기 위해 Me 163A를 최초로 시험 배치한 것은 볼프강 스페테 소령이 이끄는 에프로붕스콤만도 16(서비스 테스트 유닛 16, EK 16)으로 1942년 말에 처음 창설되어 1943년 7월까지 8대의 A-모델 서비스 테스트 항공기를 받았다. 이들의 초기 기지는 피넴ü데-웨스트 유전의 에프로붕스텔(테스트 시설)이었다. 1943년 8월 17일 영국 공군이 이 지역을 폭격한 다음 날 영구적으로 출발하여 남쪽으로 이동하여 발트해 연안 근처의 안클람 기지로 이동했다. 몇 주 후 1943년 8월부터 1944년 8월까지 바드위슈나의 군사 비행장에 주둔한 독일 북서부에 배치되었기 때문에 그들의 체류 기간은 짧았다. EK 16은 1944년 1월에 첫 번째 B 시리즈 무장 코멧을 받았으며, 바드위슈나에 있는 동안 5월까지 전투 준비가 완료되었다. 스페테 소령은 1944년 5월 13일 바드위슈나 기지에서 최초로 Me 163B 전투 분류기를 비행했으며, 스탐켄자이첸 PK+QL을 탑재한 Me 163B 무장 프로토타입(V41)을 탑재했다.
1944년 5월 EK 16이 Me 163B로 소규모 전투 작전을 시작했을 때, Me 163B의 타의 추종을 불허하는 속도는 연합군 전투기 조종사들로서는 어쩔 수 없는 속도였다. 코메트은 단독 또는 2쌍으로 공격했는데, 이는 종종 요격하는 전투기보다 훨씬 빠른 속도였다. 일반적인 Me 163 전술은 폭격기보다 더 높은 9,000m(30,000피트) 상공으로 수직으로 날아올라 10,700~12,000m(35,100~39,400피트)까지 올라간 다음, 고속 활공으로 수직하강하여 30mm 기관포로 공격하는 것이었다. 이 접근 방식은 조종사가 비행장으로 활주하기 전에 기관포 몇 발을 발사할 수 있는 두 번의 짧은 기회를 제공했다. 조종사들은 폭격기 한 대에 4번의 패스를 할 수 있었지만 혼자 비행하는 경우에만 가능하다고 보고했다. 역사학자 마노 지글러에 따르면 독일 관리들은 Me 163을 사용하여 자살 공격을 할 때 적 항공기에 직접 충돌하는 것을 고려하고 있었다고 하는데, 이 절망적인 전술은 실제로 사용되지 않았다. 1944년 초, 독일 비행장 상공에서 정기적인 공중 정찰 비행을 통해 연합군은 Me 163의 존재를 알게 되었다.
예비 Me163 조종사들은 코멧과 마찬가지로 날개 길이가 짧고 착륙 속도가 빠른 스텀멜하비히트 글라이더에서 훈련을 받았다. 훈련에는 글라이더 전방에 장착된 기관총으로 사격 연습이 포함되었다. 조종석이 압력을 받지 않았기 때문에 조종사가 마스크에서 산소를 호흡하면서 의식을 잃지 않고 몇 분 동안 견딜 수 있는 거리가 제한되었다. 조종사들은 고도 챔버 훈련을 통해 압력복 없이 성층권의 얇은 공기에서 작동하는 혹독함에 대비하여 고도를 강화했다. 상승하는 동안 위장관의 가스가 빠르게 팽창할 수 있으므로 조종사를 위한 특수 저섬유 식단이 준비되었다.
1944년 겨울과 봄에 라이프치히 인근 브란디스에서 Me 163B와 EK 16의 초기 전투 시험 임무를 수행한 후, 스패트 소령은 라이프치히 인근의 브란디스에서 루프트바페 최초의 전용 Me 163 전투기 부대인 야그게슈와더 400(JG 400)을 창설했다. JG 400의 목적은 1944년 거의 모든 기간 동안 자주 급습한 루나 합성연료 공장을 추가로 보호하는 것이었다. ö리츠(오늘날 폴란드 경찰)의 대형 합성 연료 공장을 보호하기 위해 추가 그룹이 스테틴 인근 스타가드에 배치되었다. 베를린, 루르, 독일만에 추가 방어 부대를 배치할 계획이었다.
1944년 7월 28일, 브란디스에 있는 I/JG 400 기지에서 Me 163B가 최초 출격해서 2대의 B-17에 상당한 타격을 입혔다. 전투 작전은 1944년 5월부터 1945년 봄까지 계속되었다. 이 기간 동안 Me 163기 10대가 격추된 것으로 확인된 사망자는 9명이었다. 펠드베벨 지그프리트 슈베르트는 가장 성공적인 조종사였으며, 격추한 폭격기는 3대였다. 각 전투는 B-17 플라잉 포트리스에 도전하기 위해 한 번에 최대 12대의 Me 163기를 볼 수 있었다.
연합군 전투기 조종사들은 Me 163의 짧은 동력 비행 시간을 빠르게 관찰하고 이를 활용하기 위해 전술을 조정했다. 연합군 전투기들은 코메트의 연료가 바닥날 때까지 교전을 피했다가 활공 비행시점에 공격했다. 이러한 단점이 있음에도 불구하고 이 항공기는 활공 비행에서 매우 기동성이 뛰어나기 때문에 하강하기 쉬운 목표물은 아니었다. 연합군의 또 다른 교전 방법은 코메트가 운항하는 비행장을 공격하여 Me 163이 착륙한 후 코메트을 공격하는 것이었다. 스키드 기반 랜딩기어 시스템 덕분에 코메트은 Scheuch-Schlepper 트랙터가 트레일러를 항공기의 코까지 후진시키고, 두 개의 뒷팔을 날개 패널 아래에 놓고 트레일러의 팔을 들어 올려 항공기를 지상에서 들어 올리거나 이륙 돌리에 다시 올려 정비 구역으로 견인할 때까지 움직이지 못했다.
1944년 말, 91대의 항공기가 JG 400에 인도되었지만 지속적인 연료 부족으로 인해 대부분의 항공기가 이륙하지 못했다. Me 163 기지의 거대한 네트워크에 대한 원래 계획은 결코 실현되지 않을 것이 분명했다. 그때까지 JG 400은 적의 작전으로 인해 단 6대의 항공기만 잃었다. 9대의 Me 163은 다른 목적으로 손실되었으며, 이러한 혁신적이고 기술적으로 발전한 항공기로는 현저히 적었다. 1945년 초까지 이 기종은 베를린의 다임러 벤츠 탱크 공장과 같은 최우선 목표를 방어하기 위해 계속 비행되었다. 나치 독일의 마지막 날, Me 163은 더 성공적인 Me 262를 위해 포기되었다. 1945년 5월 초, Me 163 작전은 중단되었고, JG 400은 해체되었으며, 많은 조종사들이 Me 262를 비행하도록 파견되었다.
어떤 작전적 의미에서 코메트가 실패했다. 주로 4발 엔진 폭격기를 중심으로 16대의 항공기를 격추했지만 프로젝트에 투입된 노력을 보증할 수는 없었다. 전쟁 후반에 연료 부족으로 인해 전투에 투입된 항공기는 거의 없었고, 뛰어난 사격 기술을 가진 숙련된 조종사가 킬을 달성하는 데 필요했다. 코메트은 수직 발사 바켐 바 349 나터와 같은 후기 로켓 비행기에도 영감을 주었다. 궁극적으로 Me 163이 수행한 포인트 방어 역할은 지대공 미사일인 메서슈미트가 맡게 될 것이다.